# Кованов Костянтин Васильович
Костянтин Васильович Кованов (7 січня 1921, Харків — 25 квітня 2011, Тернопіль) — український фізіолог, доктор медичних наук, професор.

## Життєпис
Учасник Другої світової війни. Був рядовим стрілецької роти. Має орден Вітчизняної війни. Зазнавши важкого поранення, був евакуйований до Уфи (Башкирська АРСР).
Випускник Башкирського медичного інституту 1949 року. Після закінчення цього вишу розпочав там же свою трудову діяльність. У 1953 році повернувся в Україну і почав працювати на посаді асистента кафедри фізіології Одеського медичного інституту. У 1954 році захистив кандидатську дисертацію. 1957 року перейшов до щойно утвореного Тернопільського медичного інституту (нині Тернопільський національний медичний університет імені І. Я. Горбачевського) на посаду завідувача кафедри нормальної фізіології, яку очолював до 1991 року, після того, до 2006 року працював професором цієї кафедри.
Науковий ступінь доктора медичних наук здобув у 1974 році, захистивши докторську дисертацію на тему «Роль спинного мозку в регуляції судинного тонусу». Вчене звання професора надано 1975 року.

## Наукова діяльність
Досліджував центральні механізми регуляції судинного тонусу, гемодинамічні функції лімфатичної системи, типи функціональної адаптації серця.
Автор і співавтор 81 наукової праці. Підготував 1 доктора і 6 кандидатів наук.

## Основні праці
- О роли лимфатических сосудов в кровообращении // Бюллетень экспериментальной биологии и медицины. 1952. № 7.
- О роли интегративности центральных синаптических механизмов и прямых влияний в регуляции гемодинамики // Физиологический журнал СССР. 1982. Т. 68, № 8.
- Соотношение между показателями контрактильности миокарда и вариабельности кардиоинтервалов у здоровых лиц // Физиология человека. 1990. Т. 16, № 5 (у співавторстві).
- Фактори ризику захворювання здорових // Здобутки клінічної і експериментальної медицини. Випуск 3. Матеріали 41-ї підсумкової конференції. Тернопіль, 1998.

Є співавтором розділу в «Руководстве к практическим занятиям по физиологии» (Москва, 1988).